# 佐山検校
佐山 検校（さやま けんぎょう、1620年（元和6年）頃 - 1694年3月9日（元禄7年2月14日））は、江戸時代前期の筝曲作曲家である。諱は本一。長歌を創始したことで有名である。姓は狭山とも表記される。

## 経歴・人物
江戸の生まれ。山本検校に師事し、1666年（寛文6年）検校となる。後に柳川検校の門人となる。
柳川と同じ門人であった浅利検校と共に三味線に新しい弾き方を取り入れた撥である「片撥」を使った組歌を創始した。同時期に三味線奏者の杵屋勘五郎の門人ともなるが、不明である。これが長歌の始まりである。この技法を用いた組歌を多く作曲し、一躍名を馳せた。

## 主な作品

### 代表的な筝曲
- 『若緑』
- 『桜尽し』
- 『冬草』

以上の他、全12曲が死後の1703年（元禄16年）に刊行された歌謡集『松の葉』に収録されている。

### その他の筝曲
- 『三段獅子』
- 『きぬた』